# Pales carbonata
Pales carbonata är en tvåvingeart som beskrevs av Louis-Paul Mesnil 1970. Pales carbonata ingår i släktet Pales och familjen parasitflugor. Inga underarter finns listade i Catalogue of Life.